# Helmut Weihenmaier
Helmut Weihenmaier (geboren 28. November 1905 in Neresheim; gestorben 2. Februar 1995 in Tübingen) war sowohl Landrat zur Zeit des Nationalsozialismus im besetzten Polen als auch später in Baden-Württemberg.

## Leben
Helmut Weihenmaier war Sohn des Neresheimer Oberamtsvorstehers Karl Weihenmaier. Er besuchte das evangelische Gymnasium. Er studierte 1924 bis 1929 in Tübingen und Berlin Rechtswissenschaften. 1924 wurde er Mitglied der Verbindung Normannia Tübingen. Die Zweite Staatsprüfung legte er Anfang 1933 ab. Am 30. April 1933 trat er der NSDAP (Mitgliedsnummer 3.254.047) und am 1. November 1933 der SA bei. In Nürtingen war er ein Jahr lang Rechtsanwalt und ging dann als Assessor an das Oberamt Urach. Dort war er 1937/38 Amtsverweser. In derselben Funktion wechselte er noch an die Landratsämter in Crailsheim und Esslingen und war auch noch 1938 Stellvertreter des Landrats in Reutlingen.
Mit Einrichtung des Generalgouvernements in Polen wurde er am 16. Oktober 1939 Kreishauptmann (KH) im Kreis Zamość im Distrikt Lublin, seine Distriktgouverneure waren Friedrich Schmidt bis 1940, Ernst Emil Zörner (bis 1943) und Richard Wendler (bis 1945). Weihenmaier hat dort an der Deportation von Juden in die Vernichtungslager mitgewirkt. Im April 1941 ließ Weihenmaier die gesamte jüdische Bevölkerung, etwa 8.000 Menschen, aus der Stadt Zamość in die Vorstadt Nowa Osada umsiedeln. Dass diese Konzentrierungsaktion in überfüllte jüdische Wohnbezirke selbst eine Ursache des dort dann um sich greifenden Fleckfiebers war, führte nicht dazu, dass die deutsche Verwaltung die Ursachen eindämmte, sondern KH Weihenmeier verbot im September 1941 jeglichen Verkehr mit der jüdischen Bevölkerung und erließ Aufenthaltsverbote. Die erste „Aussiedlung“ im Kreis Zamość fand am 11. April 1942 statt, der Kreisreferent für „Bevölkerungswesen und Fürsorge“ (BuF) Oskar Reichwein wurde von Weihenmaier dahingehend instruiert, dass nunmehr die „Endlösung der Judenfrage beginnen werde“. Weihenmaier dagegen leugnete am 27. November 1962 jede Beteiligung seiner Kreisverwaltung an den Aussiedlungen. „Das Vernichtungslager Belzec, das sich in seinem Kreis befand, habe er erst nach der Beendigung der „Aktion“ besucht“.
Weihenmaiers Mitwirkung bei der von Odilo Globocnik im Auftrag Heinrich Himmlers durchgeführten Aktion Zamość, bei der deutsche Bauern in seinem Kreis angesiedelt werden sollten, ist nicht dokumentiert. Für die Umsiedlung der polnischen Bevölkerung war die Kooperation seines Verwaltungsapparats erforderlich. Die Aktion war zwischen dem SS- und Polizeiführer und der Distriktsverwaltung umstritten und wurde von Zörner, Weihenmaiers Distriktsgouverneur, kritisiert.
Weihenmaier war 1944/1945 noch Vertreter des Landrats in Saarlouis und März/April 1945 beim Landratsamt Reutlingen tätig.
Nach Kriegsende wurde Weihenmaier bis zum 18. Juli 1945 von den Franzosen interniert und im Frühjahr 1946 für knapp sechs Monate erneut festgenommen. Bei der Entnazifizierung wurde er am 13. Juli 1948 als Mitläufer eingestuft und konnte trotzdem als Angestellter wieder im Staatsdienst in Württemberg-Hohenzollern beginnen, wo er 1949 bereits wieder Oberregierungsrat war und bis 1955 schließlich als Regierungsdirektor beim Regierungspräsidium Nordwürttemberg in der Wirtschaftsabteilung tätig war. Von Herbst 1955 bis 1960 war er hauptamtlicher Bürgermeister in Tübingen unter Oberbürgermeister Hans Gmelin. Von 1960 bis 1971 war er Landrat im Landkreis Freudenstadt.
Das Anfang der sechziger Jahre eingeleitete Ermittlungsverfahren wegen seiner Beteiligung an den NS-Verbrechen im besetzten Polen wurde am 24. Juli 1974 bei der Staatsanwaltschaft Wiesbaden eingestellt.